# Ktheju tokës
«Ktheju tokës» (en español: Vuelve a tu tierra) es una canción de la artista albanesa, Jonida Maliqi quien representó a Albania en el Festival de la Canción de Eurovisión 2019 en Tel Aviv, Israel.
En una entrevista con la página web de fanes de Eurovision, Wiwibloggs, Maliqi reveló que la canción fue escrita "para albaneses, para inmigrantes, para toda la gente alrededor del mundo". La letra trata el tema de la emigración albanesa, especialmente en relación con la Guerra de Kosovo.

## Lista de canciones
- Descarga digital

1. "Ktheju tokës"–3:14

- Descargas digitales

1. "Ktheju tokës"–3:05
2. "Ktheju tokës" (Karaoke Version)–3:05

## Historial de lanzamiento
| Región  | Fecha               | Formato(s)                  | Discográfica    | Ref.  |
| ------- | ------------------- | --------------------------- | --------------- | ----- |
| Various | 8 de marzo de 2019  | Descarga digital, streaming | RTSH, Universal | [ 4 ] |
| Various | 15 de marzo de 2019 | Descarga digital, streaming | RTSH, Universal | [ 5 ] |